# مويسيس ديلغادو
مويسيس ديلغادو (بالإسبانية: Moisés Delgado López)‏ (18 أبريل 1994 في إسبانيا - ) هو لاعب كرة قدم إسباني في مركز الدفاع. لعب مع نادي إشبيلية ونادي برشلونة.

## وصلات خارجية
- مويسيس ديلغادو على موقع قاعدة بيانات كرة القدم.إي يو (الإنجليزية)
- مويسيس ديلغادو على موقع Soccerway.com (الإنجليزية)